# Eugène-Louis Lequesne
Eugène-Louis Lequesne, född den 15 februari 1815 i Paris, död där den 3 juni 1887, var en fransk skulptör.
Lequesne uppfostrades till jurist och var advokat, innan han 1841 blev Pradiers lärjunge. År 1844 fick han i École des beaux-arts romerska priset och reste till Italien. Lequesnes arbeten är talrika inom olika ämnesområden. Hans mästerverk är en Dansande faun (1850, Luxembourgträdgården). Till hans övriga erkänt bästa verk hör bland annat de efter Pradiers död (1852) utförda Victoriafigurerna omkring Napoleons grav i Invaliddomen. Lequesne utförde goda porträttbyster och statyer (marskalk Saint-Arnaud i Versailles).